# Riccardo Illy
Pour les articles homonymes, voir Illy.
Riccardo Illy (né le 24 septembre 1955 à Trieste) est un homme politique et homme d'affaires italien contemporain.

## Biographie
Riccardo Illy est marié et a une fille (Daria).
Employé auprès de l'entreprise familiale depuis 1977, il en a réorganisé la structure commerciale. De 1992 à 1995, « administrateur délégué », puis de 1995 à aujourd'hui, vice-président de Illy caffè, fondée par son grand-père paternel (protestant vaudois d'origine hongroise) en 1933 et désormais présente dans 70 pays.
Riccardo Illy est également journaliste publicitaire et auteur du livre Dal Caffè all’Espresso édité par Mondadori, traduit en anglais, français et allemand.
Indépendant et soutenu par une coalition qui anticipait l’Ulivo (l'Olivier) et par une liste citoyenne qui portait son nom, il a été élu à deux reprises maire de Trieste, pour les deux mandats autorisés par la loi italienne (de 1993 à 2001).
En mai 2001, il fut élu à la chambre des députés du Parlement italien, membre du groupe mixte (indépendant).
Il a soutenu le référendum sur la loi électorale régionale. Une fois obtenue l'élection directe du président de la région, il s'est présenté et a été élu, soutenu par une coalition élargie : Intesa democratica (Entente démocratique), les 8 et 9 juin 2003. Il est le premier président de gauche de la région autonome Frioul-Vénétie Julienne. Cette parenthèse dans l'histoire politique de la région s'achève en avril 2008, lorsque Riccardo Illy est battu par la coalition de droite menée par Renzo Tondo.
Riccardo Illy a également été élu Président de l'Assemblée des Régions d'Europe en 2004, puis réélu à Palma de Majorque en novembre 2006 pour deux ans. Après sa défaite aux élections régionales italiennes de 2008, il a cédé sa place au sein de cette organisation à Michèle Sabban.